# Ceratoscopelus warmingii
Ceratoscopelus warmingii és una espècie de peix de la família dels mictòfids i de l'ordre dels mictofiformes.

## Morfologia
- Els mascles poden assolir 8,1 cm de longitud total.[2][3]

## Alimentació
Menja zooplàncton i, ocasionalment, és herbívor.

## Depredadors
És depredat per Beryx splendens (Illes Açores), Brama japonica, Lagenodelphis hosei (les Filipines), Stenella attenuata i Stenella longirostris (les Filipines).

## Hàbitat
És un peix marí i d'aigües profundes que viu entre 0-2.014 m de fondària.

## Distribució geogràfica
Es troba a l'Atlàntic, el Pacífic, l'Índic, l'Àfrica austral, el Mar de la Xina Meridional i el mar de la Xina Oriental.